# Esmirna, Turquía

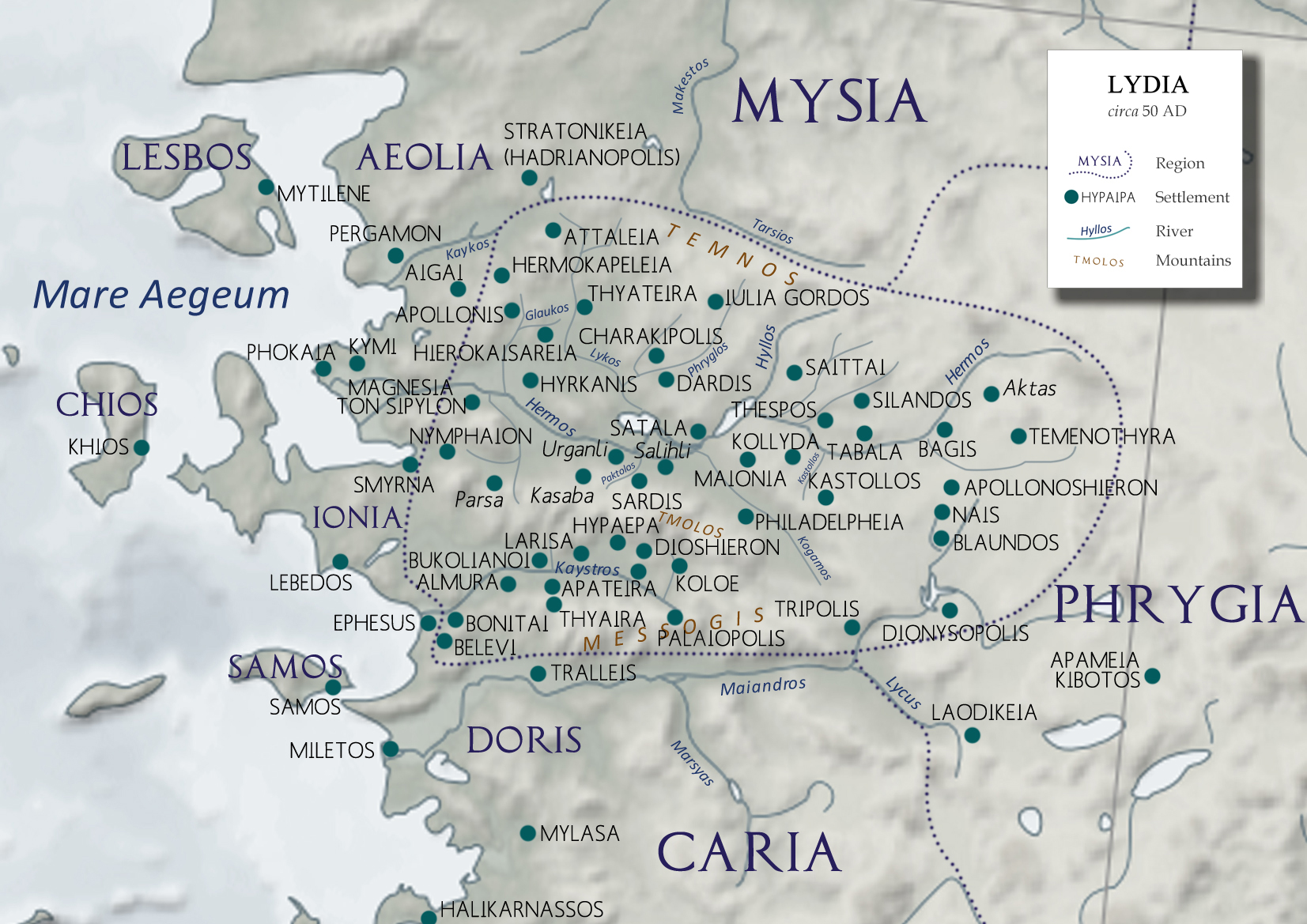
Esmirna entre las ciudades de Jonia y Lidia (c. 50 d. C.)

Esmirna (en griego: Σμύρνη, romanizado: Smýrnē, o Σμύρνα, Smýrna) fue una ciudad griega antigua situada en un punto estratégico en la costa del Egeo de Anatolia. Debido a sus condiciones portuarias ventajosas, su facilidad de defensa y sus buenas conexiones interiores, Esmirna alcanzó prominencia. Desde aproximadamente 1930, el nombre de la ciudad ha sido Izmir.
Dos sitios de la antigua ciudad se encuentran hoy dentro de los límites de İzmir. El primero, probablemente fundado por pueblos indígenas, alcanzó prominencia durante la Época Arcaica como uno de los principales asentamientos griegos antiguos en el oeste de Anatolia. El segundo, cuya fundación se asocia con Alejandro Magno, alcanzó proporciones metropolitanas durante el período del Imperio Romano. La mayoría de los restos actuales de la ciudad antigua datan de la era romana, principalmente después de un terremoto en el siglo II d. C. En términos prácticos, a menudo se hace una distinción entre ellos. La antigua Esmirna fue el asentamiento inicial fundado alrededor del siglo XI a. C., primero como un asentamiento eolio, y más tarde fue tomado y desarrollado durante la Época Arcaica por los jonios. Esmirna propiamente dicha fue la nueva ciudad a la que los residentes se mudaron a partir del siglo IV a. C., cuya fundación fue inspirada por Alejandro Magno.

## Ubicación
La antigua Esmirna estaba en una pequeña península conectada a tierra firme por un estrecho istmo en la esquina noreste del Golfo interior de İzmir, al borde de una llanura fértil y al pie del monte Yamanlar. Este asentamiento anatolio dominaba el golfo. Hoy en día, el sitio arqueológico, llamado Bayraklı Höyüğü, está aproximadamente a 700 metros tierra adentro, en el barrio Tepekule de Bayraklı. La nueva Esmirna se desarrolló simultáneamente en las laderas del monte Pagos (actual Kadifekale) y junto al estrecho costero, inmediatamente debajo de donde existía una pequeña bahía hasta el siglo XVIII.
El núcleo de la Esmirna helenística tardía y romana temprana se conserva en la gran área del Museo al Aire Libre de la Ágora de İzmir en este sitio. Se están realizando investigaciones en los sitios de ambas ciudades, la antigua y la nueva. Estas se han llevado a cabo desde 1997 para la antigua Esmirna y desde 2002 para la ciudad del Período Clásico, en colaboración entre el Museo Arqueológico de Izmir y el Municipio Metropolitano de Izmir.

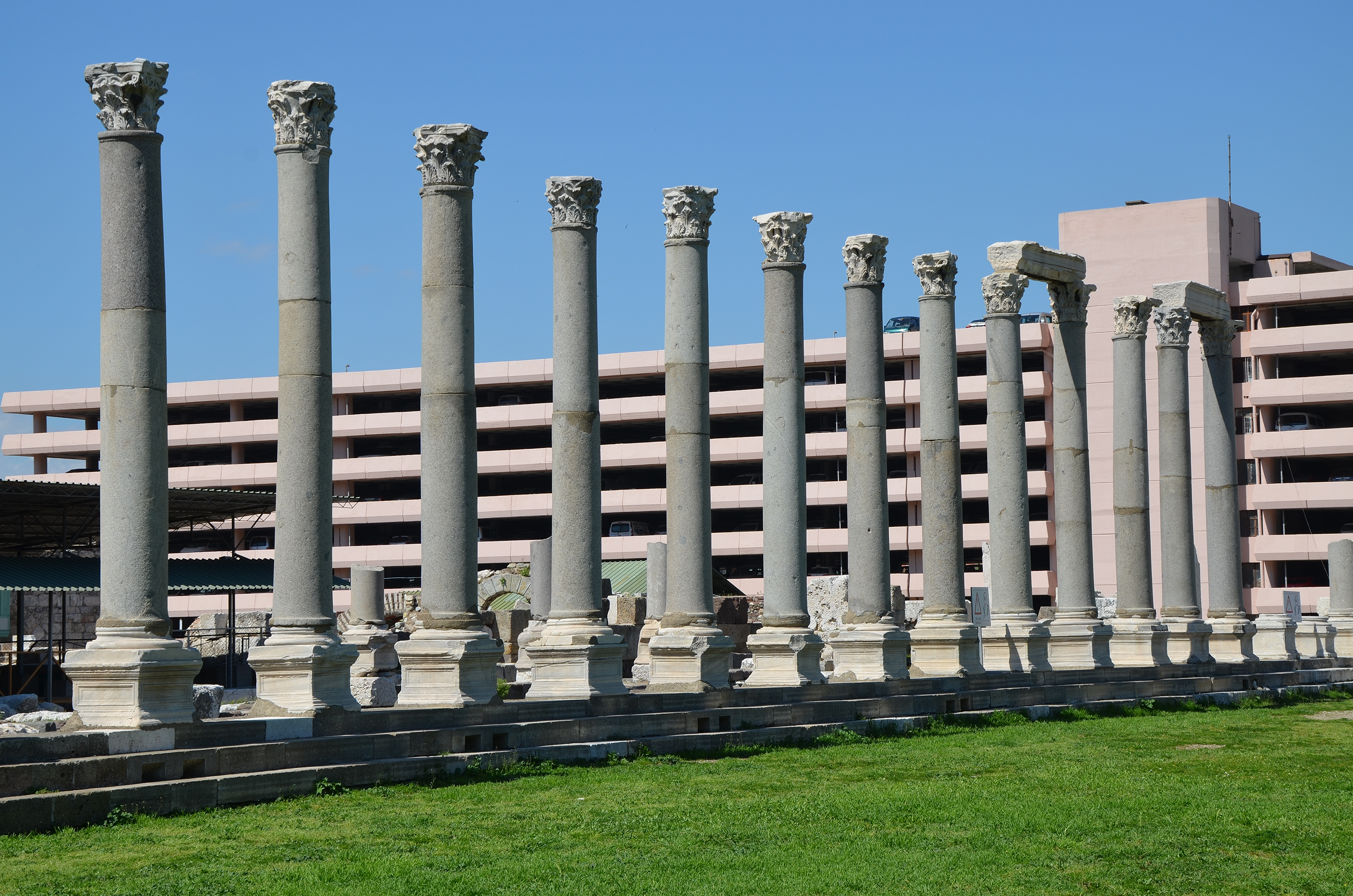
El ágora de la antigua Esmirna

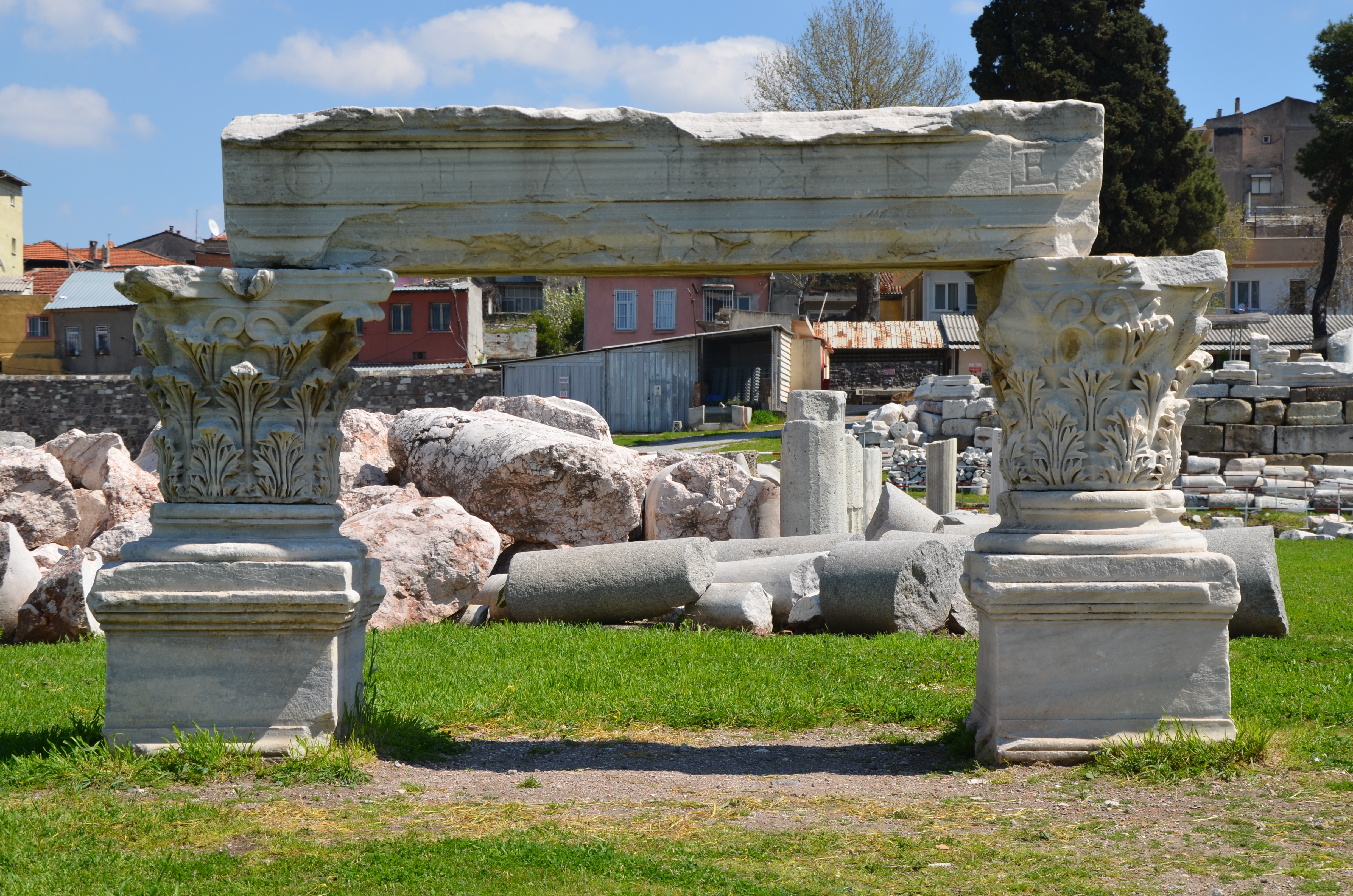
Ágora de Esmirna, construida durante la época helenística en la base de la colina Pagos y totalmente reconstruida bajo Marco Aurelio tras el destructivo terremoto del año 178 d. C.

Esmirna estaba en la desembocadura del pequeño río Hermus y en la cabecera de un profundo brazo del mar (Esmirnaeus Sinus) que se adentraba tierra adentro. Esto permitía a los barcos comerciales griegos navegar hacia el corazón de Lidia, convirtiendo a la ciudad en parte de una importante ruta comercial entre Anatolia y el Egeo. Durante el siglo VII a. C., Esmirna alcanzó poder y esplendor. Una de las grandes rutas comerciales que cruzaban Anatolia descendía por el valle del Hermus, pasaba por Sardes y, luego, desviándose del valle, cruzaba al sur del monte Sipilo y atravesaba un paso bajo hacia el pequeño valle donde Esmirna se encontraba entre las montañas y el mar. Mileto y, más tarde, Éfeso estaban en el extremo marítimo de la otra gran ruta comercial a través de Anatolia; por un tiempo compitieron con éxito con Esmirna, pero después de que ambos puertos se colmaron de sedimentos, Esmirna quedó sin rival.
El río Meles, que fluía junto a Esmirna, es famoso en la literatura y fue venerado en el valle. Una tradición común y consistente conecta a Homero con el valle de Esmirna y las orillas del Meles; su figura era uno de los tipos habituales en las monedas de Esmirna, una clase que los numismáticos llaman «Homerianas». El epíteto Melesígenes se le aplicaba a él; se mostraba la cueva cerca de la fuente del río donde solía componer sus poemas, y su templo, el Homereum, se encontraba en sus orillas. El flujo constante y uniforme del Meles, tanto en verano como en invierno, y su corto curso, que comenzaba y terminaba cerca de la ciudad, son celebrados por Aristides e Himerio. El arroyo nace de abundantes manantiales al este de la ciudad y desemboca en el extremo sureste del golfo.

## Historia

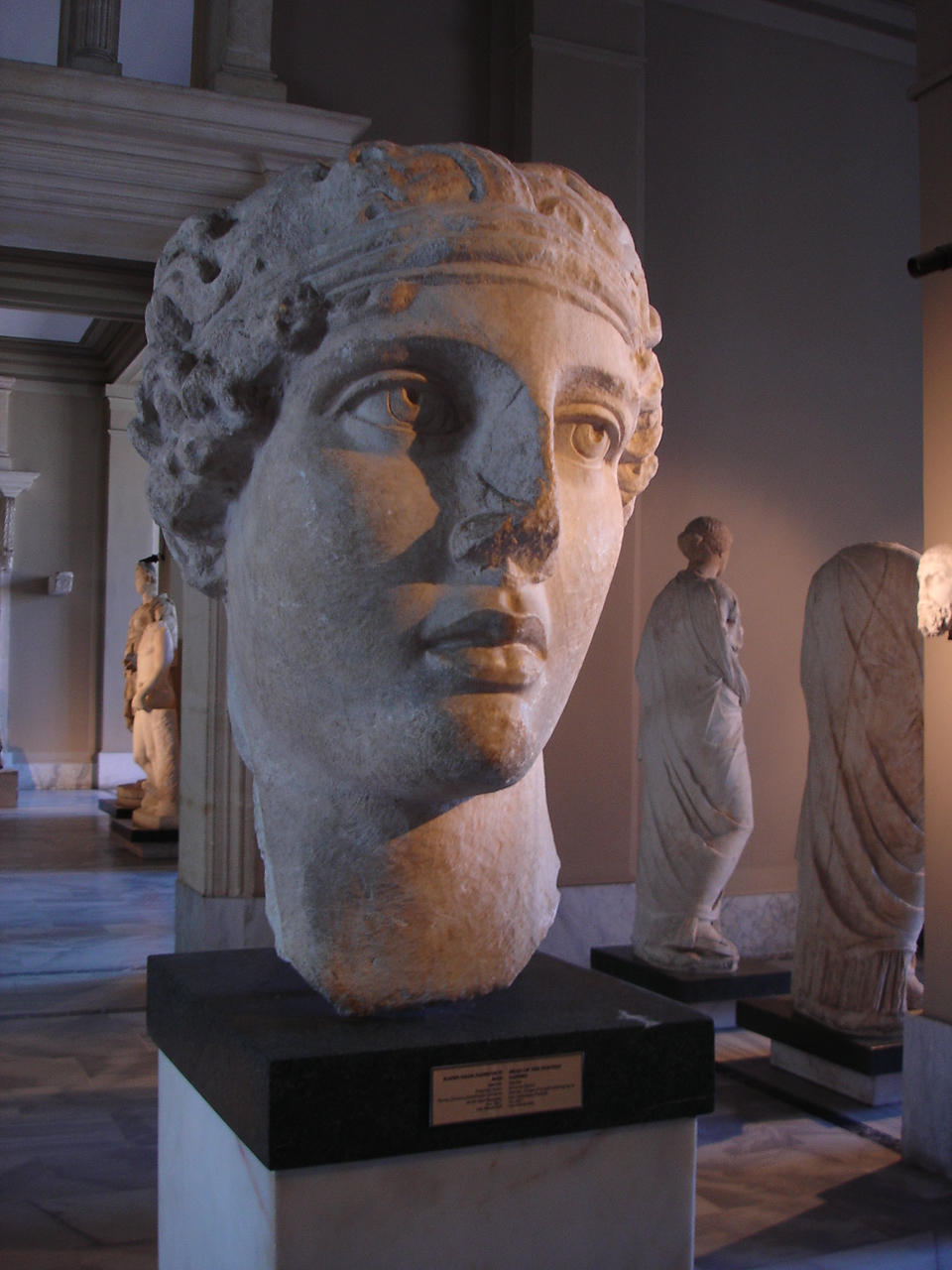
Cabeza de la poetisa Safo, Esmirna, copia en mármol de un prototipo perteneciente al periodo helenístico, en los Museos Arqueológicos de Estambul.

### Período helenístico
Alejandro Magno concibió la idea de restaurar la ciudad griega en un plan que, según Estrabón, fue llevado a cabo por Antígono (316–301 a. C.) y Lisímaco (301 a. C.–281 a. C.), quienes agrandaron y fortificaron la ciudad. La acrópolis en ruinas de la antigua ciudad, la «corona de Esmirna», había estado en un pico empinado de unos 380 metros de altura, que domina el extremo noreste del golfo. La moderna Izmir fue construida sobre la ciudad helenística posterior, en parte en las laderas de una colina redondeada que los griegos llamaban Pagos cerca del extremo sureste del golfo, y en parte en el terreno bajo entre la colina y el mar. La belleza de la ciudad helenística, agrupada en el terreno bajo y elevándose en niveles sobre la ladera, fue elogiada con frecuencia por los antiguos y es celebrada en sus monedas.

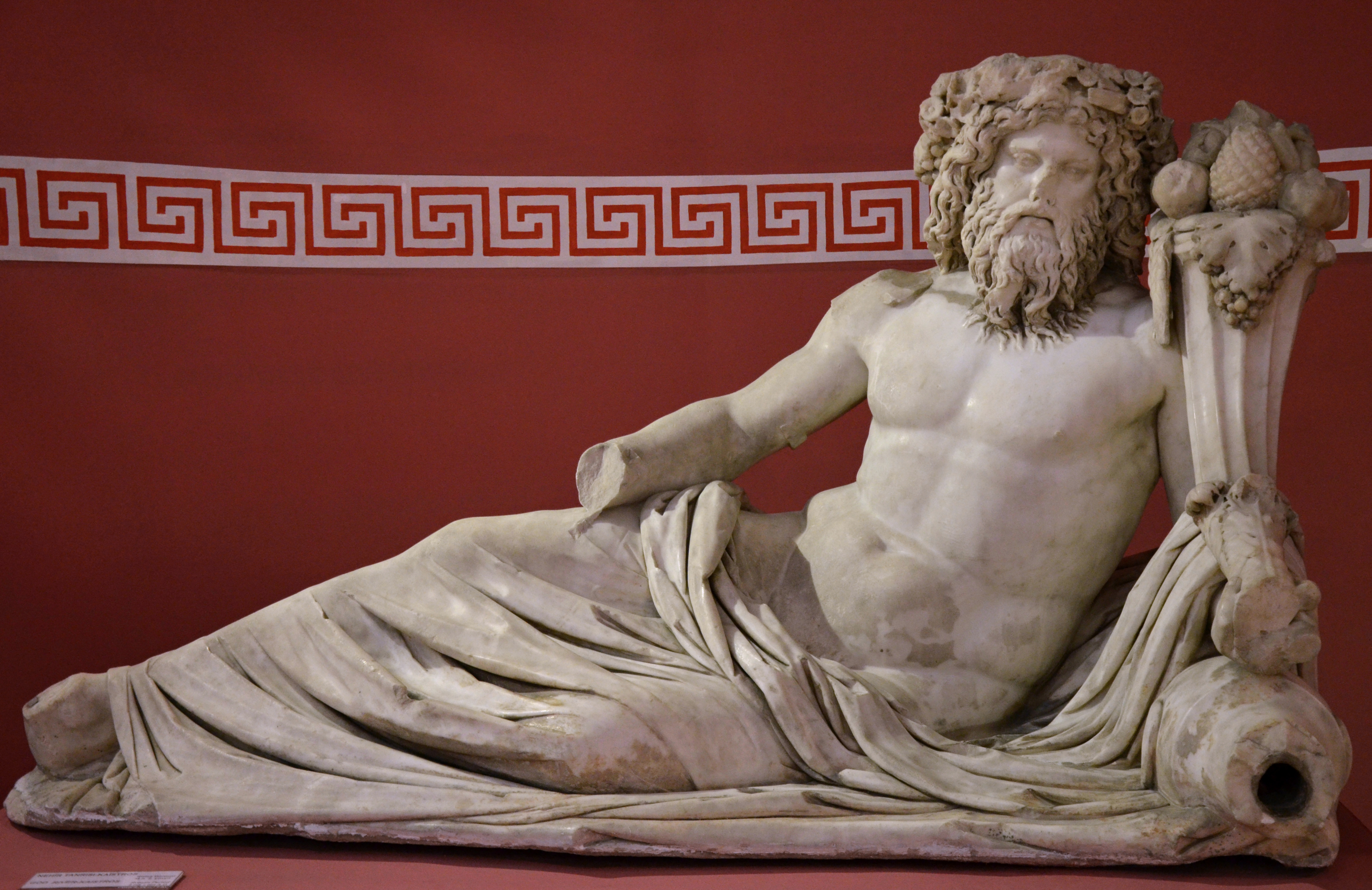
La estatua del dios del río Kaystros con una cornucopia en el Museo de Historia y Arte de Esmirna en.

Esmirna está rodeada por el oeste por una colina ahora llamada Deirmen Tepe, con las ruinas de un templo en la cima. Las murallas de Lisímaco cruzaban la cima de esta colina, y la acrópolis ocupaba la parte superior de Pagos. Entre ambas, la carretera de Éfeso entraba a la ciudad por la puerta Efesiana, cerca de la cual había un gimnasio. Más cerca de la acrópolis, el contorno del estadio aún es visible, y el teatro estaba en las laderas norte de Pagos. Esmirna poseía dos puertos. El puerto exterior era la rada abierta del golfo, y el interior era una pequeña cuenca con una entrada estrecha parcialmente rellenada por Tamerlán en 1402.
Las calles eran anchas, bien pavimentadas y dispuestas en ángulo recto; muchas llevaban el nombre de templos: la calle principal, llamada la Dorada, atravesaba la ciudad de oeste a este, comenzando probablemente desde el templo de Zeus Akraios en la ladera oeste de Pagos, y rodeaba las laderas inferiores de Pagos (como un collar en la estatua, para usar los términos favoritos de Aristides el orador) hacia Tepecik fuera de la ciudad en el este, donde probablemente estaba el templo de Cibeles, adorada bajo el nombre de Meter Sipylene, la patrona de la ciudad. El nombre proviene del cercano monte Sipilo, que limita con el valle de las tierras traseras de la ciudad. La llanura hacia el mar era demasiado baja para ser drenada de forma debida, y en tiempo lluvioso, las calles de la parte baja de la ciudad estaban llenas de barro y agua.
Al final del período helenístico, en 197 a. C., la ciudad rompió de forma repentina sus lazos con el rey Eumenes de Pérgamo y pidió ayuda a Roma. Dado que Roma y Esmirna no tenían lazos hasta entonces, Esmirna creó un culto a Roma para establecer un vínculo, y el culto finalmente se extendió por todo el Imperio Romano. A partir de 195 a. C., la ciudad de Roma comenzó a ser deificada en el culto a la diosa Roma. En este sentido, los smirneos pueden considerarse los creadores de la diosa Roma.
En 133 a. C., cuando el último rey Átalo, Átalo III, murió sin heredero, su testamento cedió todo su reino, incluida Esmirna, a los romanos. Estos la organizaron en la provincia romana de Asia, haciendo de Pérgamo la capital. Como un importante puerto, Esmirna se convirtió en una ciudad líder en la recién constituida provincia.

### Período romano y bizantino

Mapa de Anatolia occidental con las «Siete Iglesias de Asia» y la isla griega de Patmos.

Como una de las principales ciudades de Asia romana, Esmirna competía con Éfeso y Pérgamo por el título de «Primera Ciudad de Asia».
Una iglesia cristiana y un obispado existían allí desde los primeros tiempos, probablemente originados en la considerable colonia judía. Fue una de las siete iglesias mencionadas en el Libro del Apocalipsis. San Ignacio de Antioquía visitó Esmirna y luego escribió cartas a su obispo, Policarpo. Una turba de judíos y paganos ayudó en el martirio de Policarpo en el año 153 d. C. San Ireneo, quien escuchó a Policarpo de niño, probablemente era oriundo de Esmirna. Otro residente famoso de la misma época fue Elio Aristides.
Después de un devastador terremoto en el año 178 d. C., Esmirna fue reconstruida en el período romano (siglo II d. C.) bajo el emperador Marco Aurelio. Elio Aristides escribió una carta a Marco Aurelio y a su hijo Cómodo, invitándolos a convertirse en los nuevos fundadores de la ciudad. El busto de la esposa del emperador, Faustina, en el segundo arco de la stoa occidental confirma este hecho.
Polícrates informa de una sucesión de obispos, incluido Policarpo de Esmirna, así como otros en ciudades cercanas, como Melitón de Sardes. De esa época, el historiador alemán W. Bauer escribió:

El cristianismo judío asiático recibió a su vez el conocimiento de que, de ahora en adelante, la «iglesia» estaría abierta sin vacilación a la influencia judía mediada por los cristianos, procedente no solo de las tradiciones apocalípticas, sino también de la sinagoga con sus prácticas concernientes al culto, lo que condujo a la apropiación de la observancia judía de la pascua. Incluso la observancia del sábado por parte de los cristianos parece haber encontrado cierto favor en Asia... encontramos que en tiempos post-apostólicos, en el período de la formación de la estructura eclesiástica, los cristianos judíos en estas regiones cobran prominencia.

A finales del siglo II, Ireneo también señaló: 

Policarpo no solo fue instruido por los apóstoles y conversó con muchos que habían visto a Cristo, sino que también fue nombrado obispo de la Iglesia en Esmirna por los apóstoles en Asia... siempre enseñó las cosas que había aprendido de los apóstoles, y que la Iglesia ha transmitido, y que son las únicas verdaderas. A estas cosas testifican todas las Iglesias de Asia, al igual que aquellos hombres que han sucedido a Policarpo.

Tertuliano escribió alrededor del año 208 d. C.: 

De cualquier manera, las herejías son, en el mejor de los casos, novedades, y no tienen continuidad con la enseñanza de Cristo. Tal vez algunos herejes reclamen antigüedad apostólica: respondemos: Que publiquen los orígenes de sus iglesias y desenrollen el catálogo de sus obispos hasta ahora, desde los Apóstoles o desde algún obispo nombrado por los Apóstoles, como los de Esmirna cuentan desde Policarpo y Juan, y los de Roma desde Clemente y Pedro; que los herejes inventen algo comparable a esto.

Por lo tanto, parecía que la iglesia en Esmirna fue una de las iglesias que Tertuliano consideraba que tenía verdadera sucesión apostólica. 
Durante mediados del siglo III, la mayoría se afilió a las iglesias greco-romanas.
Cuando Constantinopla se convirtió en la sede del gobierno, el comercio entre Anatolia y Occidente disminuyó en importancia, y Esmirna decayó.
El comandante selyúcida Tzacas tomó Esmirna en 1084 y la usó como base para incursiones navales, pero la ciudad fue recuperada por el general Juan Ducas.
La ciudad fue devastada varias veces por los turcos y estaba en gran parte en ruinas cuando el emperador niceno Juan III Ducas Vatatzés la reconstruyó alrededor de 1222.

### Periodo otomano

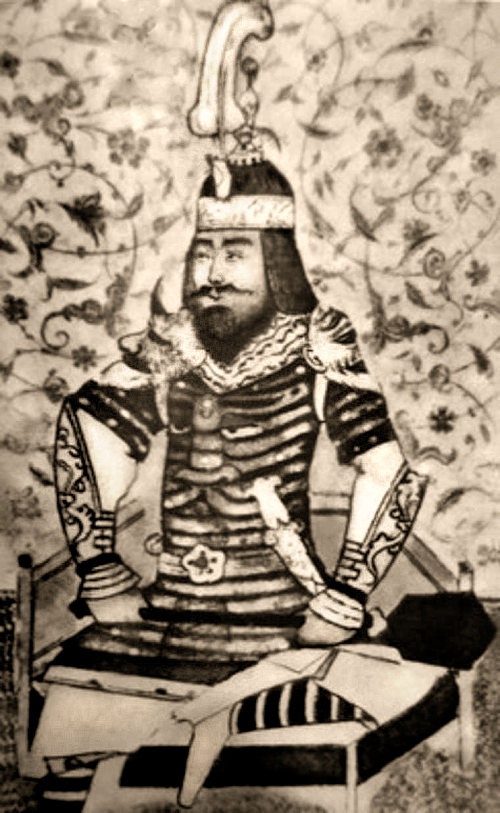
En el año 1403, Timur había derrotado decisivamente a los Caballeros Hospitalarios en Esmirna, por lo que se refería a sí mismo como un Ghazi.

Ibn Batuta encontró a Esmirna aún en gran parte en ruinas cuando el caudillo homónimo del Beylicato de Aydın la conquistó alrededor de 1330 e hizo a su hijo, Umur, gobernador. Se convirtió en el puerto del emirato.
Durante la Cruzada de Esmirna en 1344, el 28 de octubre, las fuerzas combinadas de los Caballeros Hospitalarios de Rodas, la República de Venecia, los Estados Pontificios y el Reino de Chipre capturaron tanto el puerto como la ciudad de los turcos, los cuales mantuvieron durante casi 60 años; la ciudadela cayó en 1348, con la muerte del gobernador Umur Baha ad-Din Ghazi.
En 1402, Tamerlán tomó la ciudad por asalto y masacró a casi todos sus habitantes. Su conquista fue solo temporal, pero Esmirna fue recuperada por los turcos bajo la dinastía de Aydın, después de lo cual se convirtió en otomana, cuando los otomanos tomaron las tierras de Aydın después de 1425.
La influencia griega era tan fuerte en el área que los turcos la llamaban «Esmirna de los infieles» (Gavur İzmir). Las fuentes turcas rastrean el origen del término al siglo XIV, cuando dos partes separadas de la ciudad estaban controladas por dos poderes diferentes, la Esmirna superior siendo musulmana y la parte baja de la ciudad cristiana.
Los armenios, junto a los griegos, jugaron un papel importante en el desarrollo de la ciudad, sobre todo durante la era de la exploración, donde los armenios se convirtieron en un jugador crucial en el sector comercial. Los armenios tenían rutas comerciales que se extendían desde el Lejano Oriente hasta Europa. Un bien notable que los armenios comerciaban era la seda iraní, sobre la cual el Sah Abbas de Irán les otorgó un monopolio en el siglo XVII.
Los armenios comerciaban seda iraní con comerciantes europeos y griegos en Esmirna; este comercio hizo a los armenios muy ricos. Además del comercio, los armenios estaban involucrados en la manufactura, la banca y otras profesiones productivas.
Durante finales del siglo XIX y principios del siglo XX, Esmirna fue un importante centro financiero y cultural del mundo griego. De sus 391 fábricas, 322 pertenecían a griegos locales, mientras que 3 de sus 9 bancos contaban con capital griego. La educación también estaba dominada por las comunidades griegas locales, con 67 escuelas para varones y 4 para mujeres. Los otomanos continuaron controlando el área, con la excepción del período de 1919–1922, cuando la ciudad fue asignada a Grecia por el Tratado de Sèvres.
La institución educativa griega más importante de la región fue la Escuela Evangélica, que operó desde 1733 hasta 1922.

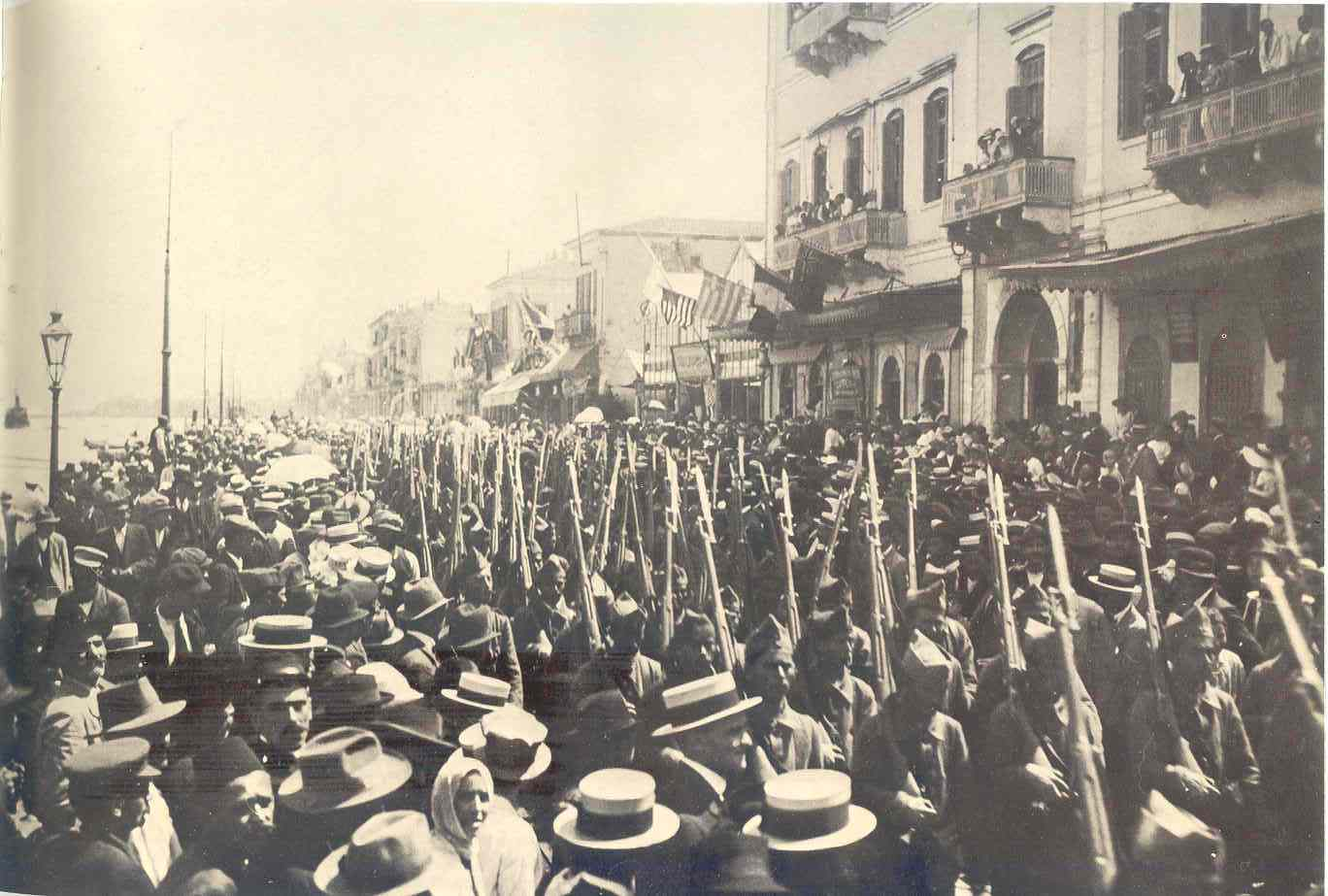
Tropas griegas marchando por la calle costera de Esmirna, mayo de 1919.

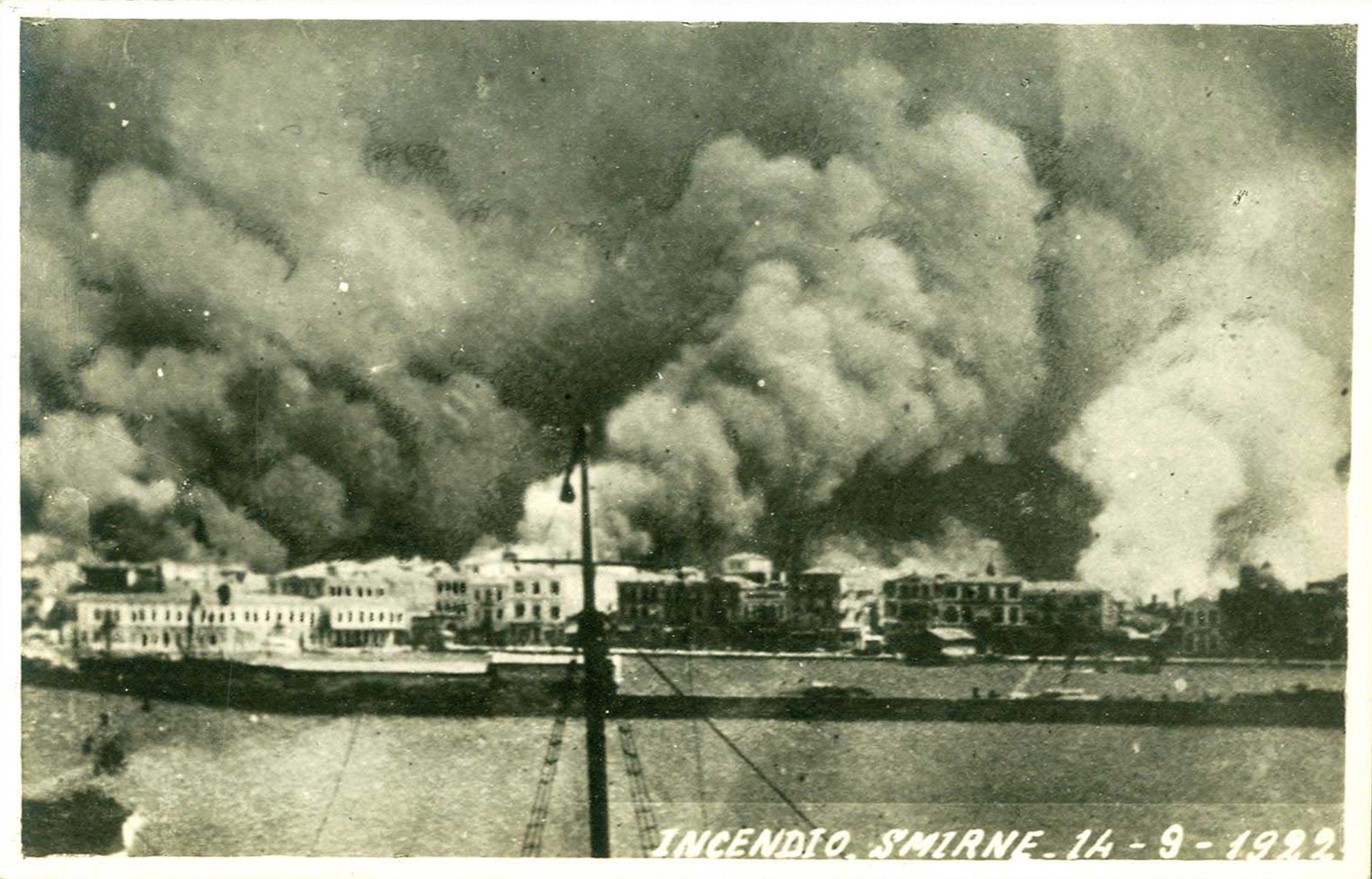
Incendio de Esmirna visto desde un barco italiano, 14 de septiembre de 1922

### Post-Primera Guerra Mundial
Después del fin de la Primera Guerra Mundial, Grecia ocupó Esmirna desde el 15 de mayo de 1919 y estableció una administración militar. El primer ministro griego Venizélos tenía planes de anexar Esmirna y parecía estar logrando su objetivo en el Tratado de Sèvres, firmado el 10 de agosto de 1920. (Sin embargo, este tratado no fue ratificado por las partes; el Tratado de Paz de Lausana lo reemplazó). 
La ocupación de Esmirna llegó a su fin cuando el ejército turco de Kemal Atatürk entró en la ciudad el 9 de septiembre de 1922, al final de la Guerra greco-turca (1919–1922). Inmediatamente después, el 13 de septiembre de 1922, se desató un incendio en los barrios griego y armenio de la ciudad, conocido como el Incendio de Esmirna. Se estima que el número de muertos oscila entre 10,000 y 100,000.

## Ágora
Los restos de la antigua ágora de Esmirna constituyen hoy el espacio del Museo Agora de Esmirna, en el barrio de Namazgah de Izmir, aunque sus habitantes comúnmente se refieren a la zona como «Agora».
Situada en las laderas septentrionales de las colinas de Pagos, fue el núcleo comercial, judicial y político de la antigua ciudad, su centro de actividades artísticas y de enseñanza.
El Museo al Aire Libre de la Ágora de Izmir consta de cinco partes, que incluyen el área de la ágora, la base de la puerta de la basílica norte, el stoa y el antiguo centro comercial.
La ágora de Esmirna fue construida durante la era helenística.

## Excavaciones

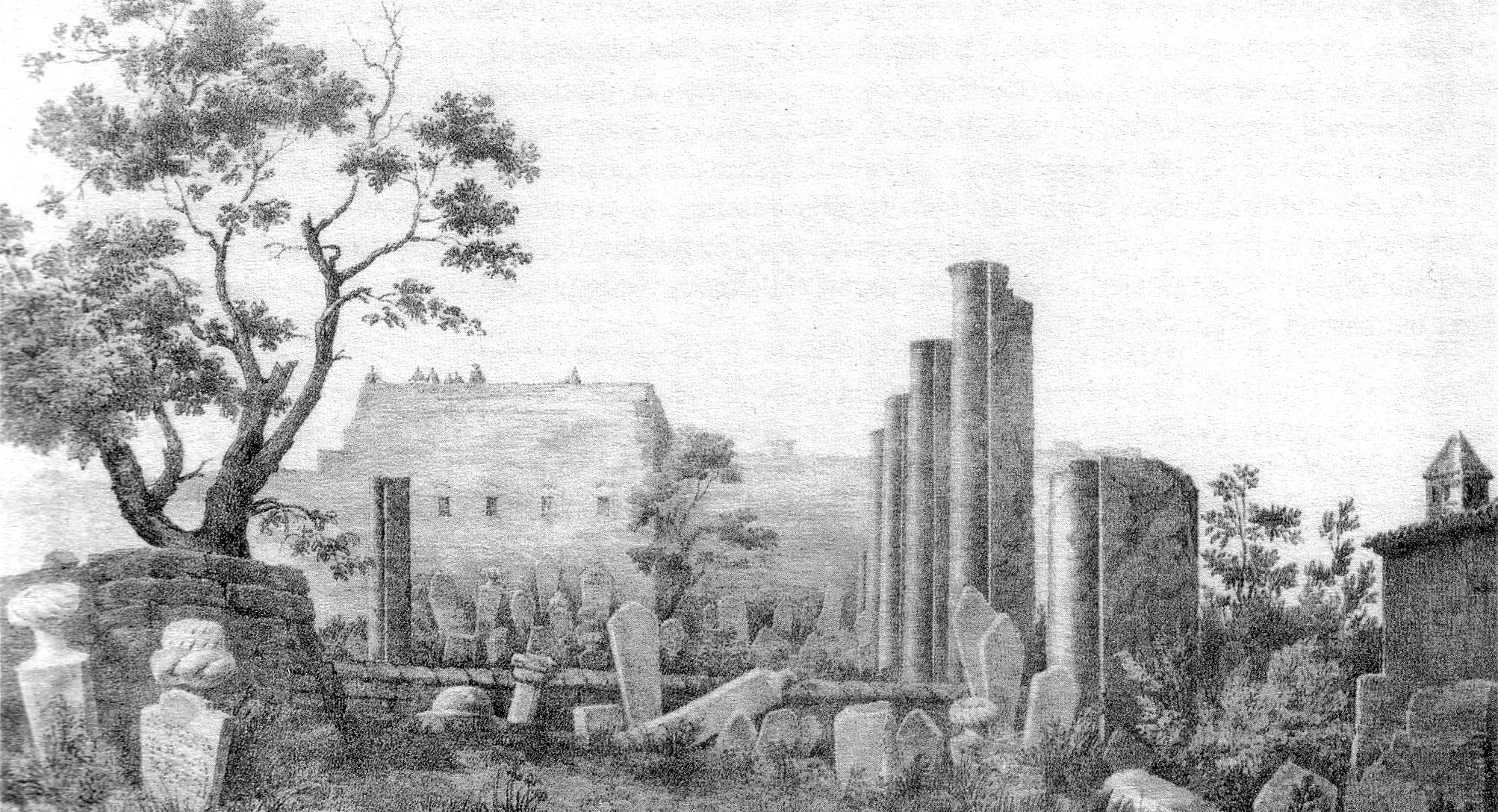
Grabado con una vista del emplazamiento del Ágora de Esmirna unos años después de las primeras exploraciones (1843)

Aunque Esmirna fue explorada por Charles Texier en el siglo XIX y el cónsul alemán en Izmir había comprado el terreno alrededor del antiguo teatro en 1917 para iniciar excavaciones, se puede decir que las primeras excavaciones científicas comenzaron en 1927. La mayoría de los descubrimientos se hicieron mediante exploraciones arqueológicas llevadas a cabo entre 1931 y 1942 por el arqueólogo alemán Rudolf Naumann y Selâhattin Kantar, director de los museos de Izmir y Éfeso. Descubrieron un edificio rectangular de tres pisos con escaleras al frente, construido sobre columnas y arcos alrededor de un gran patio central en el medio del edificio.
Nuevas excavaciones en la ágora comenzaron en 1996 por la Dirección del Museo de Arqueología en Izmir. Han continuado desde 2002 bajo el patrocinio del Municipio Metropolitano de Izmir. Una escuela primaria adyacente a la ágora que se había incendiado en 1980 no fue reconstruida. En su lugar, su espacio fue incorporado al sitio histórico. El área de la ágora se incrementó a 16,590 metros cuadrados (178,600 pies cuadrados). Esto permitió la evacuación de una zona previamente inexplorada. Los arqueólogos y las autoridades locales, siempre que los medios lo permitan, también tienen en la mira un aparcamiento de varios pisos cercano, que se sabe que cubre una parte importante del asentamiento antiguo. Durante las renovaciones actuales, las restauraciones antiguas en concreto están siendo reemplazadas por mármol de forma gradual.
La nueva excavación ha descubierto la puerta norte de la ágora. Se ha concluido que las figuras en relieve de la diosa Hestia encontradas en estas excavaciones eran una continuación del altar de Zeus descubierto durante las primeras excavaciones. También se han encontrado estatuas de los dioses Hermes, Dionisio, Eros y Heracles, así como muchas estatuas, cabezas, relieves, figurillas y monumentos de personas y animales, hechos de mármol, piedra, hueso, vidrio, metal y terracota. Las inscripciones encontradas aquí enumeran a las personas que brindaron ayuda a Esmirna después del terremoto del año 178 d. C.

## Economía
A principios del siglo XX, Esmirna tenía varios molinos que hilaban hilo. En 1920, había dos fábricas en Esmirna que teñían hilo, las cuales eran propiedad de empresas británicas. Estas empresas empleaban a más de 60,000 personas. Durante este tiempo, también había una fábrica de hilado de algodón de propiedad francesa. La ciudad también producía jabón hecho de aceite de oliva de desecho. Una ferrería, también propiedad de británicos, producía herramientas y equipos. Esas herramientas se utilizaban para extraer tanino del roble de valonia. En 1920, la ferrería exportaba 5,000 toneladas de productos al año. La ciudad también producía cajas de madera, que se utilizaban para almacenar higos y pasas. La madera para las cajas se importaba de Austria y Rumanía.

## Topónimos
Varias ciudades estadounidenses han sido nombradas en honor a Esmirna, incluidas Esmirna, Georgia; Smyrna, Tennessee; Smyrna, Carolina del Norte; Smyrna, Carolina del Sur; Smyrna, Delaware; Smyrna, Míchigan; Smyrna, Maine y New Smyrna Beach.